# ارتش امپراتوری عثمانی

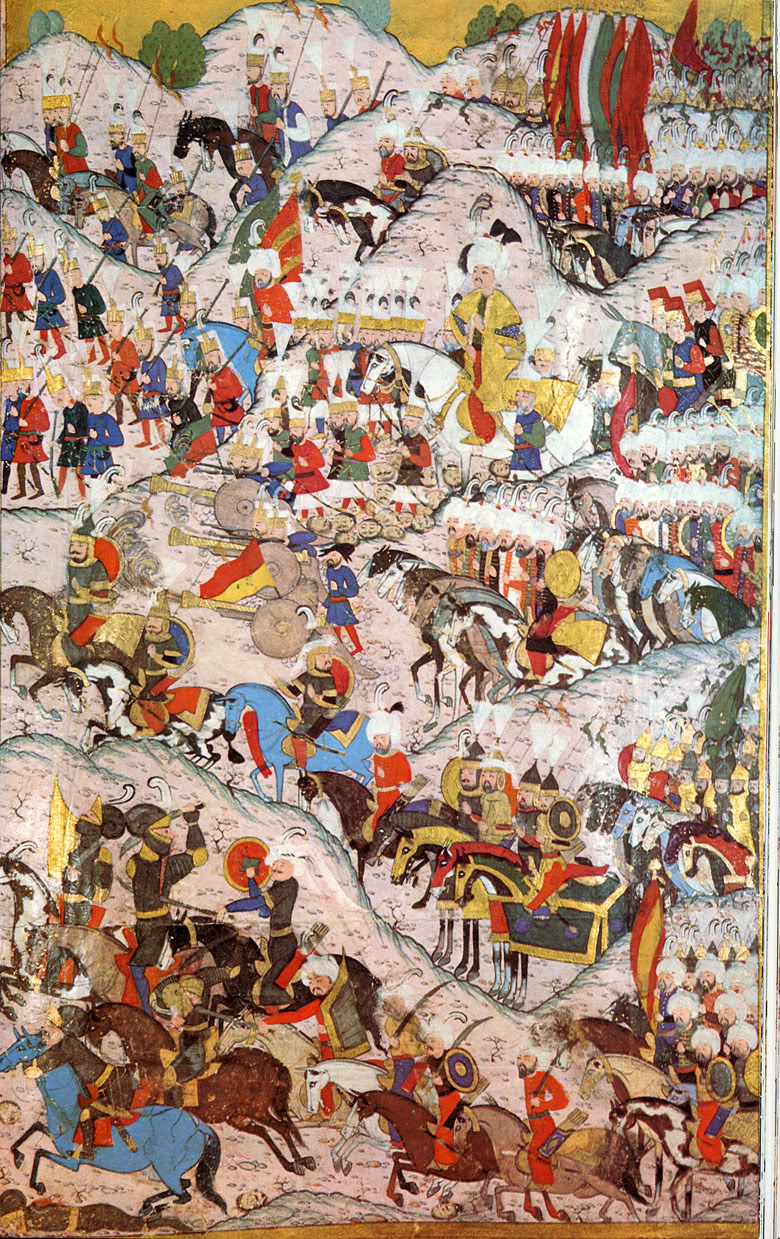
تصویری از نیروهای عثمانی در نبرد موهاچ

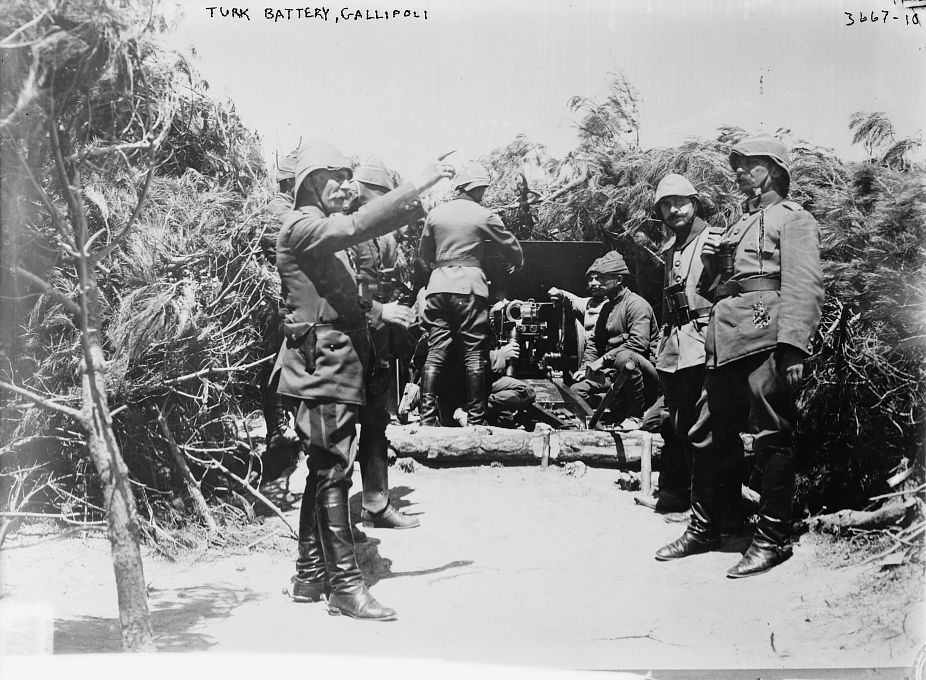
توپخانه ارتش عثمانی در نبرد گالیپولی

اولین ارتش امپراتوری عثمانی به‌طور کامل از عشایر تُرکمان تشکیل شده بود. تاریخ نظامی ارتش امپراتوری عثمانی را می‌توان به پنج دوره اصلی تقسیم کرد: دوران بنیان‌گذاری که به سال‌های ۱۳۰۰ (نبرد با امپراتوری بیزانس) تا ۱۴۵۳ (فتح قسطنطنیه) اشاره دارد، دوره کلاسیک سال‌های بین ۱۴۵۱ (سلطان محمد فاتح) تا ۱۶۰۶ (صلح سیتواتوروک)، دوره اصلاحات که سال‌های ۱۶۰۶ الی ۱۸۲۶ (پیشامد فرخنده) را شامل می‌شود، دوره مدرن‌سازی طی سال‌های ۱۸۲۶ و ۱۸۵۸، و دوره افول که بین سال‌های ۱۸۶۱ (به سلطنت رسیدن سلطان عبدالعزیز) و ۱۹۱۸ (آتش‌بس مودروس) بود.

## ارتش (نیروی زمینی)

### بنیان‌گذاری (۱۳۰۰ –۱۴۵۳)
اولین شکل ارتش عثمانی یک نیروی سواره نظام عشایری بود که توسط عثمان اول از قبایل تُرکمان ساکن غرب آناتولی در اواخر قرن سیزدهم تشکیل شد.
این سواران به یک نیروی نامنظم از مهاجمان تبدیل شدند که به عنوان نیروهای شوک (Shock troops) استفاده می‌شدند و به سلاح‌هایی مانند کمان و نیزه مجهز بودند.
عثمانی‌ها از اواخر قرن چهاردهم میلادی شروع به استفاده از سلاح گرم کردند و در نتیجه واحدهای نظامی دیگری مانند تفنگداران پیاده‌نظام (Piyade Topçu) ظاهر شدند. سواره نظام منظم مجهز به سلاح گرم (Süvari Topçu Neferi "سواره‌نظام تفنگدار") و خمپاره‌چی‌ها (هومباراچی) متشکل از نارنجک‌اندازهایی که مواد منفجره را به نام خمباره پرتاب می‌کردند و سربازانی که توپخانه را پشتیبانی می‌کردند.
امپراتوری عثمانی اولین امپراتوری باروتی بود و پس از آن ایران صفوی و امپراتوری گورکانی هند قرار گرفتند. در قرن چهاردهم، امپراتوری عثمانی توپ باروتی را به کار گرفت. استفاده از سلاح‌های باروتی توسط عثمانی به قدری سریع بود که آنها «مقدم بر دشمنان اروپایی و خاورمیانه‌ای خود در ایجاد نیروهای متمرکز و دائمی متخصص در ساخت و استفاده از سلاح گرم» بودند. اما قدرت عثمانی در استفاده از توپخانه، دشمنان آنها را شوکه کرد و دو حکومت مسلمان دیگر (صفویه و گورکانیان) را برای دستیابی به توپ مصمم نمود. عثمانی‌ها حداقل در زمان بایزید اول توپخانه داشتند و در سالهای ۱۳۹۹ و ۱۴۰۲ از آنها در محاصره قسطنطنیه استفاده کردند. آنها سرانجام ارزش خود را به عنوان موتورهای محاصره طی محاصره تسالونیکا در سال ۱۴۳۰ به اثبات رساندند.
استفاده منظم از سلاح گرم توسط ارتش عثمانی پیش از سرعت همتایان اروپایی خود پیش رفت. نیروهای ینی‌چری در ابتدا با استفاده از تیر و کمان یک محافظ پیاده بودند. در زمان سلطان محمد فاتح، آنها به سلاح گرم مجهز شدند و «شاید اولین نیروی پیاده‌نظام مجهز به سلاح گرم در جهان» بودند؛ بنابراین ینی‌چری‌ها اولین ارتش دائمی مدرن محسوب می‌شوند. ترکیبی از به‌کارگیری توپخانه و قدرت شلیک آنها همانند نبرد وارنا در سال ۱۴۴۴ در برابر نیرویی از صلیبیون و نبرد اوتلوق‌بئلی در سال ۱۴۷۳ در برابر آق‌قویونلوها تعیین‌کننده بود.

### ارتش کلاسیک (۱۴۵۱–۱۶۰۶)
ارتش امپراتوری عثمانی در این دوره ساختار نظامی بود که توسط سلطان محمد فاتح، در طی سازماندهی مجدد دولت و ارتش ایجاد شد. این سازماندهی جدید عمده، بعد از ارتش ثابت سلطان اورخان یکم بود که به جای دریافت غنیمت جنگی یا پرداخت از سرمایه‌های مذهبی، حقوق دریافت می‌کرد. این ارتش نیرویی بود در زمان ظهور امپراتوری عثمانی به وجود آمد. این سازمان دارای دو ستاد بود، مرکزی (کاپیکولو) و پیرامونی (ایالت) بود. پس از یک قرن تلاش برای اصلاحات، این ارتش در ۱۵ ژوئن ۱۸۲۶ توسط سلطان محمود دوم مجبور به انحلال شد. امپراتوری عثمانی یکی از اولین کشورهایی است که از زمان امپراتوری روم ارتش پایدار را در اروپا حفظ کرد. این نیرو از قرن چهاردهم میلادی آغاز شد. در سال ۱۸۲۶ توسط سلطان محمود دوم لغو شد.
با محاصره قسطنطنیه در سال ۱۴۵۳، عثمانی‌ها به اندازه کافی توپ بزرگ داشتند تا بتوانند دیوارهای شهر را نابود کنند و این باعث تعجب مدافعان (امپراتوری بیزانس) شد. توپ دردانل در سال ۱۴۶۴ توسط منیر علی طراحی و ساخته شد. این سلاح بیش از۳۴۰ سال بعد در سال ۱۸۰۷، هنگامی که نیروی دریایی سلطنتی برتانیا عملیات داردانل را (علیه عثمانی) آغاز کرد، هنوز برای انجام وظیفه حضور داشت. نیروهای تُرک آثار باستانی را با موتور و گلوله پر کردند و سپس آنها را به سمت کشتی‌های انگلیسی شلیک کردند. اسکادران انگلیس از این بمباران ۲۸ کشته متحمل شد.
تفنگ فتیله‌ای اولین بار در سال ۱۴۶۵ در ارتش امپراتوری عثمانی استفاده شد. بعدها و از قرن شانزدهم از فولاد دمشق در تولید سلاح گرم مانند تفنگ فتیله‌ای استفاده شد. در نبرد موهاچ، ینی‌چرب‌ها مجهز به ۲۰۰۰ تفنگ، «۹ ردیف متوالی تشکیل دادند و آنها اسلحه‌های خود را ردیف به ردیف شلیک کردند»، «در حالت زانو زدن یا ایستادن بدون نیاز به حمایت اضافی یا استراحت». بعداً چینی‌ها برای شلیک، از حالت شلیک در حالت زانو زده عثمانی‌ها الگو گرفتند. در سال ۱۵۹۸، ژائو شیژن، نویسنده چینی، تفنگ فتیله‌ای تُرک را برتر از نوع اروپایی آن توصیف کرد.
گروه مارش و گروه مارش نظامی هر دو ریشه در گروه مارش عثمانی دارند که از قرن شانزدهم توسط ینی‌چری‌ها اجرا می‌شد.

### اصلاحات در ارتش کلاسیک (۱۶۰۶–۱۸۲۶)
مضمون اصلی این دوره اصلاح ینی‌چری‌ها است. این سپاه در اصل از پسران جوان مسیحی تشکیل شده بود که تحت امپراتوری عثمانی تحصیل کرده بودند. در طول قرن پانزده و شانزده آنها به عنوان کارآمدترین و موثرترین واحد نظامی در اروپا شناخته شدند. جدا از پیاده‌نظام آنها، سواره نظام سپاهی نیز وجود داشت. با این حال، آنها از این نظر متفاوت بودند که از وظایف نظامی و اداری برخوردار بودند. با ینی‌چری کاملاً مقید بودند که می‌توانستند در هر زمان وظایف نظامی خود را انجام دهند، اما درمقابل با سپاهی‌ها ابتدا متفاوت رفتار می‌کردند زیرا آنها درآمد خود را از زمینی که از سلطان به آنها داده می‌شد، می‌گرفتند. در این زمین‌های کشاورزی، سپاهی‌ها وظیفه جمع‌آوری مالیاتی را داشتند که به عنوان دستمزد آنها بود. در همان زمان آنها مسئول حفظ صلح و نظم در آنجا بودند. همچنین انتظار می‌رفت که آنها هر زمان که سلطان خدمت خود را ضروری بداند، می‌توانند در ارتش خدمت کنند.
در سال ۱۶۲۱، یک چینی به نام ووبی ژی تفنگ‌های ترکی را توصیف کرد که از مکانیزم چرخ‌دنده استفاده می‌کردند، که مشخص نبود در آن زمان در هیچ‌یک از سلاح‌های گرم اروپایی یا چینی استفاده می‌شده‌است.
امپراتوری عثمانی تلاشهای زیادی را برای جذب متخصصان فرانسوی برای نوسازی آن انجام داد. کلود الکساندر دو بونوئل افسر و ماجراجوی فرانسوی در خدمت سلطان محمود اول، به اسلام گروید و برای ایجاد نوسازی ارتش عثمانی تلاش کرد و با ایجاد کارخانه‌های ریخته‌گری توپ جنگی، کارخانه‌های باروت و تفنگ و یک مدرسه مهندسی نظامی ایجاد کرد. یکی دیگر از افسران فرانسوا بارون دو توت درحال اصلاحات برای ارتش عثمانی بود. وی موفق شد یک ریخته‌گری جدید برای ساخت هویتزر ساخته شود و در ایجاد واحدهای توپخانه متحرک نقش اساسی داشت. وی استحکاماتی را در تنگه بسفر بنا کرد و دوره علوم دریایی را شروع کرد که سنگ بنای آکادمی نیروی دریایی بعدی ترکیه را گذاشت.
یک نمونه از مشاورانی که به موفقیت محدودی دست یافت، فرانسوا بارون دو توت، یک افسر فرانسوی بود. وی در ساخت یک ریخته‌گری جدید برای ساخت توپخانه موفق شد. همچنین وی ساخت پایگاه جدید دریایی را هدایت کرد. متأسفانه هدایت سربازان از ارتش منظم به واحدهای جدید برای او تقریباً غیرممکن بود. کشتی‌ها و اسلحه‌های جدیدی که این سرویس را به خدمت گرفتند بسیار اندک بودند تا بتوانند بر ارتش عثمانی تأثیر بگذارند و وی به خانه بازگشت.
هنگامی که آنها در سال ۱۷۹۵ از فرانسه کمک خواستند، ناپلئون بناپارت جوان برای کمک به سازماندهی توپخانه عثمانی به قسطنطنیه اعزام شد. او نرفت، زیرا فقط چند روز قبل از آنکه بخواهد خاور نزدیک را بپیمای، با قرار دادن یک جمعیت پاریسی در ۱۳ وندمیار خود را برای فهرست مفید دانست و در فرانسه نگهداری شد.
تأمین نیروهای عثمانی که در مولداوی و والاچیا فعالیت می‌کردند یک چالش اساسی بود که نیاز به تدارکات کاملاً سازمان یافته داشت. ارتشی متشکل از شصت هزار سرباز و چهل هزار اسب، به نیم میلیون کیلوگرم غذا در روز نیاز داشت. نیروهای عثمانی وضعیت بهتری نسبت به روس‌ها داشتند، اما هزینه‌های ارتش هر دو خزانه ملی را فلج کرد. تجهیزات هر دو طرف با استفاده از قیمت‌های ثابت، مالیات و مصادره صورت می‌گرفت.
سلطان سلیم سوم در سال ۱۷۸۹ تا ۱۸۰۷ ارتش «نظام جدید» را برای جایگزینی ارتش ناکارآمد و منسوخ شاهنشاهی ایجاد کرد. سیستم قدیمی به ینی‌چری وابسته بود که تا حد زیادی کارایی نظامی خود را از دست داده بودند. سلیم از نزدیک شیوه‌های نظامی غربی را دنبال می‌کرد. ایجاد آن برای خزانه جدید گران بود. نتیجه این بود که باب‌عالی (دربار عثمانی) اکنون دارای یک ارتش کارآمد و آموزش دیده در اروپا مجهز به سلاح‌های مدرن بود. با این وجود در دوره‌ای که ارتشهای غربی ده تا پنجاه برابر بزرگتر بودند، این تعداد کمتر از ده‌هزار سرباز داشت. بعلاوه سلطان از قدرتهای سنتی که کاملاً جا افتاده بود ناراحت بود. در نتیجه، به غیر از استفاده در برابر نیروی اعزامی ناپلئون در غزه و روزتا، به ندرت مورد استفاده قرار گرفت. ارتش جدید با سرنگونی سلیم در سال ۱۸۰۷ توسط عناصر ارتجاعی منحل شد، اما این الگوی ارتش جدید عثمانی بود که بعداً در قرن ۱۹ ایجاد شد.

### تلاش برای یک سیستم جدید (۱۸۲۶–۱۸۵۸)
موضوع اصلی این دوره انحلال ینی‌چری است که در سال ۱۸۲۶ اتفاق افتاد و تغییر فرهنگ نظامی. رویداد مهم دیگر «پیشامد فرخنده» است. واحدهای نظامی تشکیل شده در جنگ‌های کریمه، جنگ روسیه و ترک‌ها (۱۸۷۸–۱۸۷۷) و جنگ یونان و ترک‌ها (۱۸۹۷) مورد استفاده قرار گرفتند.
تلاش‌های ناموفق یک سیستم جدید از قبل از سال ۱۸۲۶آغاز شد. سلطان سلیم سوم ارتش نظام-جدید را در اواخر قرن هجده و اوایل قرن نوزده تشکیل داد. این اولین تلاش جدی برای تبدیل نیروهای نظامی عثمانی به یک ارتش مدرن بود. با این حال، نظام-جدید، عمر کوتاهی داشت و پس از کناره‌گیری سلیم در ۱۸۰۷ منحل شد.
سلطان محمود دوم، جانشین و برادرزاده سلیم سوم، که یک مصلح بزرگ بود، در سال ۱۸۲۶ با اصطلاح حادثه فرخنده ینی‌چری را منحل کرد.
عساکر منصوره محمدیه به عنوان یک ارتش مدرن معاصر تأسیس شد.
مصر، به عنوان بخشی از امپراتوری عثمانی (ایالت مصر)، در دوران محمد علی پاشا نیز دچار تغییرات نظامی زیادی شد. دو مورد از بزرگ‌ترین اصلاحات نظامی شیوه تلقین و نظارت بود که به طرز چشمگیری تاکتیک ارتش را هم توسط رهبری تغییر داد و هم توسط سایر افراد جامعه درک شد. قوانین جدید قانون نظامی منجر به انزوا، نظارت شدید و مجازات‌های شدید برای اجرای اطاعت اعمال شد. هدف پاشا ایجاد رعایت زیاد قانون و اطاعت سختگیرانه ناشی از نیازهای صادقانه بود. این تغییر از کنترل مستقیم با مجازات بدنی به کنترل غیرمستقیم از طریق اجرای دقیق قانون با هدف پیش‌بینی زندگی سربازان و ایجاد نظامی قابل کنترل‌تر برای پاشا بود.

### ارتش مدرن
موضوع اصلی این دوره سازماندهی و آموزش واحدهای تازه تأسیس است. تغییر سیستم فرانسه به سیستم آلمان به عنوان مأموریت نظامی آلمان در این دوره بسیار مؤثر بود. از واحدهای نظامی تشکیل شده در جنگهای بالکان و جنگ جهانی اول استفاده شد.

## نیروی دریایی
نیروی دریایی عثمانی که به آن ناوگان عثمانی نیز گفته می‌شود، در اوایل قرن چهاردهم پس از گسترش امپراتوری برای دستیابی به دریا در سال ۱۳۲۳ با تصرف قره‌مرسل، محل اولین کشتی‌سازی نیروی دریایی عثمانی و هسته نیروی دریایی آینده، تأسیس شد. نیروی دریایی عثمانی در طول عمر طولانی خود، درگیر بسیاری از درگیری‌ها شد و تعدادی از معاهدات دریایی را امضا کرد. در اوج خود، نیروی دریایی تا اقیانوس هند گسترش یافت و در سال ۱۵۶۵ لشکری به اندونزی اعزام کرد.
پس از نابودی امپراتوری عثمانی، سنت نیروی دریایی ارتش تحت نیروی دریایی ترکیه جمهوری ترکیه در سال ۱۹۲۳ ادامه یافت.

## نیروی هوایی
اسکادران‌های هوایی امپراتوری عثمانی (انگلیسی: Ottoman Aviation Squadrons) یگان‌های هواپیمای نظامی ارتش و نیروی دریایی امپراتوری عثمانی بودند. تاریخچه بکارگیری هواپیماهای نظامی در ارتش عثمانی به ژوئن ۱۹۰۹ یا ژوئیه ۱۹۱۱ بر می‌گردد. این سازمان را بعضاً نیروی هوایی عثمانی نیز می‌نامند. اندازه ناوگان هوایی در دسامبر ۱۹۱۶، هنگامی که جوخه‌های هواپیمایی عثمانی ۹۰ هواپیما داشتند، به اوج خود رسید. اسکادران‌های هوایی به عنوان بازرسی کل نیروهای هوایی (Kuva-yı Havaiye Müfettiş-i Umumiliği) در ۲۹ ژوئیه ۱۹۱۸ دوباره سازماندهی شدند. با امضای آتش‌بس مودروس در ۳۰ اکتبر ۱۹۱۸، بکارگیری هواپیمایی ارتش عثمانی عملاً به پایان رسید. در زمان آتش‌بس، نیروی هوایی ارتش عثمانی حدود ۱۰۰ خلبان داشت. ۱۷ یگان هوایی مستقر در پایگاه‌های زمینی (هر کدام دارای ۴ هواپیما) و ۳ یگان هوایی در خدمت نیروی دریایی (هر کدام دارای ۴ هواپیما) که جمعاً ۸۰ فروند هواپیمای جنگی در اختیار داشتند.